# Amanda Frisbie
Amanda Frisbie (* 29. Mai 1992 in North Richland Hills) ist eine US-amerikanische Fußballspielerin.

## Karriere

### Vereine
Während ihres Studiums an der University of Portland spielte Frisbie von 2010 bis 2013 für die dortige Universitätsmannschaft der Portland Pilots. Im Januar 2014 wurde sie beim College-Draft der NWSL in der ersten Runde an Position sieben von der Franchise des Seattle Reign FC unter Vertrag genommen. Aufgrund mehrerer Verletzungen bestritt Frisbie kein Pflichtspiel für Seattle und wechselte im März 2015 zum Ligakonkurrenten Western New York Flash. Für diesen debütierte sie am 6. Juni 2015 bei einem 3:1-Heimsieg gegen die Chicago Red Stars in der NWSL, ihr erstes Tor erzielte sie am 11. Juli des gleichen Jahres. Zur Saison 2016 wechselte Frisbie zum amtierenden Meister FC Kansas City, bei dem sie jedoch nur zu Saisonbeginn sporadisch zum Einsatz kam. Bereits im Juli 2016 zog sie daher zum isländischen Erstligisten UMF Stjarnan weiter, mit dem sie am Saisonende die Meisterschaft gewann. Im Januar 2017 kehrte Frisbie in die NWSL zurück und wechselte zu den Boston Breakers.

### Nationalmannschaft
Frisbie nahm im Jahr 2014 mit der U-23-Nationalmannschaft der Vereinigten Staaten am Sechs-Nationen-Turnier in La Manga teil und absolvierte dort zwei Länderspiele.

## Erfolge
- 2016: Isländische Meisterschaft (UMF Stjarnan)